# Inmaculada Concepción, llamada Esquilache (Murillo)
La Inmaculada Concepción, llamada Esquilache es un cuadro del pintor español Bartolomé Esteban Murillo, pintado entre 1645 y 1655. Se conserva en el Museo del Hermitage de la ciudad de San Petersburgo.

## Historia
Se ve a la virgen de pie arriba de una media luna con dos cuernos. Bajo sus pies hay cuatro cabezas, a la derecha de estas un querubín y a la izquierda otros cuatro querubines que sostienen flores, palmeras y olivos.
En la esquina superior derecha se encuentra un querubín sosteniendo lirios.
El diplomático italiano Leopoldo de Gregorio, marqués de Esquilache que se desempeñaba como embajador español en Venecia compró la obra de Murillo.
Cuando el marqués de Esquilache falleció, la obra pasó a manos del cardenal Gregorio y luego fue un regalo para Papa Pio VI (Juan Angel Braschi). La familia Braschi heredó la pintura y la vendió en 1842 al Museo del Hermitage.